# Nazionale maschile di calcio dell'Ucraina

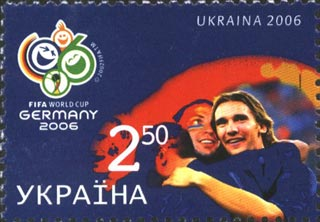
Andrij Ševčenko raffigurato su un francobollo ucraino che celebra la qualificazione della nazionale a Germania 2006

La nazionale di calcio dell'Ucraina (in ucraino Збірна України з футболу, Zbіrna Ukrajini z futbolu) è la rappresentativa calcistica dell'Ucraina ed è posta sotto l'egida dell'Associazione calcistica dell'Ucraina (UAF), fino al 2019 conosciuta come Federazione calcistica dell'Ucraina (FFU).
La nazionale ucraina, che ha esordito nel 1992, conta una partecipazione alla fase finale del campionato del mondo, nel 2006, edizione in cui raggiunse i quarti di finale, eliminata dall'Italia poi laureatasi campione del mondo. Al campionato europeo conta quattro partecipazioni alla fase finale: nel 2012, quando fu nazionale del paese ospitante insieme alla Polonia, nel 2016, nel 2020, edizione in cui ottenne il suo migliore risultato nel torneo, i quarti di finale e nel 2024. Più volte è giunta a disputare i play-off di qualificazione a mondiali ed europei (Francia 1998, Belgio-Paesi Bassi 2000, Corea del Sud-Giappone 2002, Sudafrica 2010, Brasile 2014 e Qatar 2022) senza riuscire a vincerli.
Nella classifica mondiale della FIFA l'Ucraina ha ottenuto come miglior piazzamento l'11º posto del febbraio 2007, il peggior piazzamento è stato invece il 132º posto del settembre 1993. Occupa attualmente il 25º posto della classifica.

## Storia

### Periodo pre-indipendenza
Ben prima dell'indipendenza dal paese, avvenuta con il crollo dell'URSS, una selezione ucraina fu attiva dal 1925 al 1935. Il primo incontro documentato della selezione ucraina risale al 1928, quando fu organizzato un torneo tra le selezioni delle varie repubbliche sovietiche socialiste e le squadre di club della città di Mosca. Appena prima dell'inizio del torneo l'Ucraina giocò due amichevoli contro la Federación Roja del Deporte, squadra uruguaiana, una a Charkiv (persa per 1-2) e una a Mosca (vinta per 3-2). Nel torneo sovietico giocò tre partite e raggiunse la finale, dove fu sconfitta dal Mosca per 1-0. Nel cammino verso la finale riuscì a sconfiggere la Bielorussia e la selezione della Repubblica Transcaucasica.
Nel 1929 sconfisse per 4-1 l'Austria meridionale in un'amichevole giocata a Charkiv.
Nel 1931 partecipò ad un altro torneo pansovietico a Mosca, dove giocò una partita di semifinale, persa per 3-0 contro la Repubblica Transcaucasica.
Nel 1986 l'Ucraina vinse in casa il torneo calcistico delle Spartakiadi dell'URSS sconfiggendo in finale l'Uzbekistan.

### Anni 1990

#### Esordi
Nata da quella sovietica dopo il crollo dell'Unione Sovietica, la nazionale ucraina giocò la sua prima partita ufficiale il 29 aprile 1992, un'amichevole contro l'Ungheria allo Stadio Avanhard di Užhorod (1-3 per gli ungheresi, gol ucraino di Ivan Hetsko). La partita si sarebbe dovuta svolgere allo Stadio della Repubblica di Kiev, ma per problemi finanziari si decise per il suo spostamento vicino al confine con l'Ungheria. Per la partita la selezione Ucraina non fece alcuna preparazione, dal momento che si radunò il 27 aprile e l'indomani raggiunse in volo la città di Užhorod. La compagine ucraina era priva di molti elementi di valore ed esperienza, impegnati nel contempo con la Comunità degli Stati Indipendenti in amichevole contro l'Inghilterra a Mosca, e gli unici calciatori della rosa che potevano vantare esperienza con le nazionali di calcio erano Ivan Hetsko e Oleh Lužnyj. Gli altri avevano giocato con la nazionale olimpica sovietica, mentre Serhij Kovalec' aveva militato nell'Ucraina alle Spartakiadi dell'URSS del 1986.

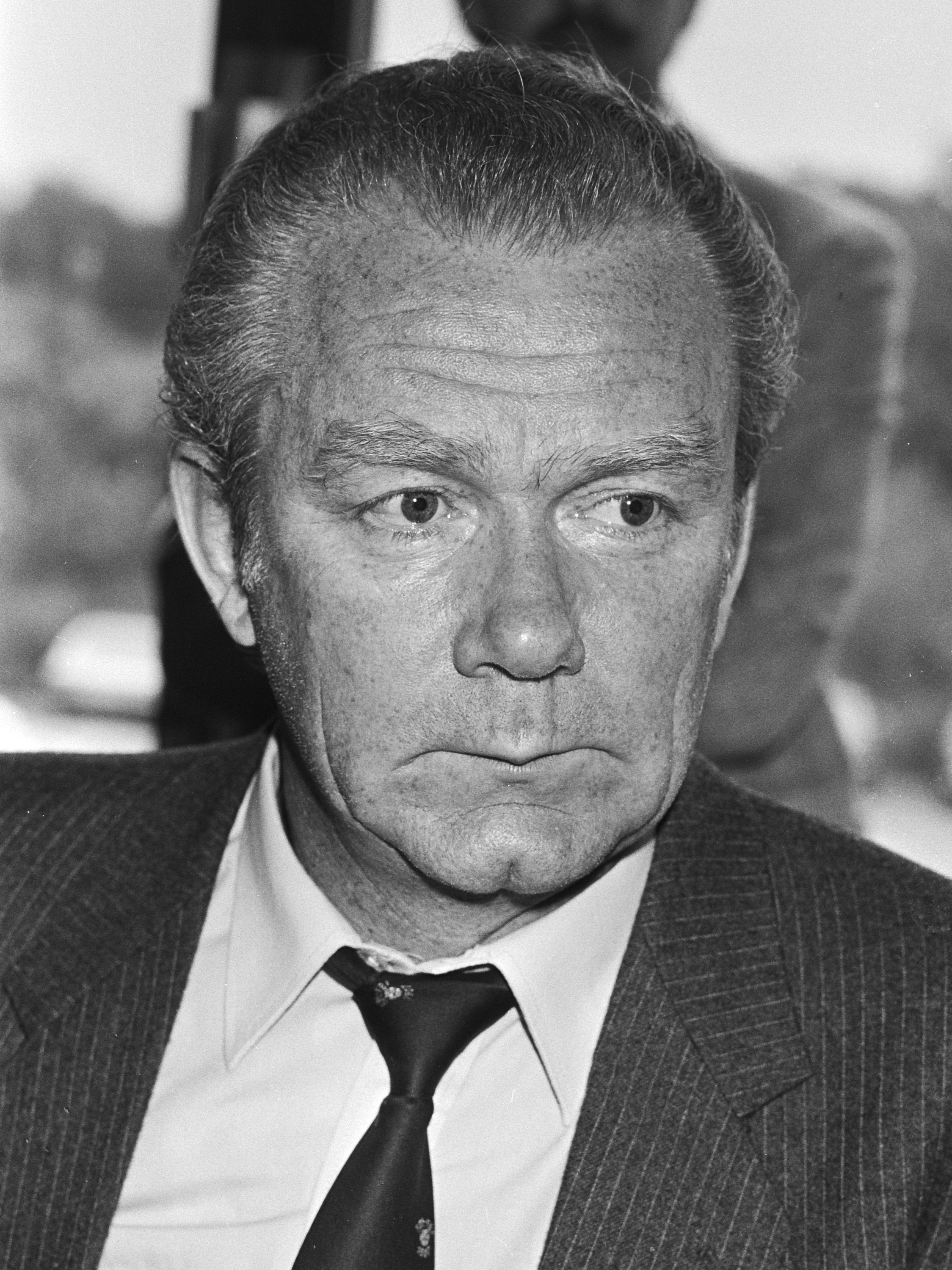
Valerij Lobanovs'kyj, è stato Head Coach della Nazionale tra il 2001 e il 2002

Prima della nascita della nazionale ucraina propriamente detta, molti giocatori ucraini rappresentarono importanti tasselli dell'Unione Sovietica che aveva ben figurato al campionato del mondo 1986 e al campionato d'Europa 1988, sotto la direzione di Valerij Lobanovs'kyj (con 7 giocatori di origine ucraina su 11 titolari nella finale), ma parecchi di loro, come Andrej Kančel'skis, Viktor Onopko, Sergej Juran, Jurij Nikiforov, Ilya Tsymbalar ed Oleg Salenko, scelsero di militare nella Russia invece che nella propria, avendo la FIFA identificato nella Russia l'erede della nazionale sovietica. Akhrik Tsveiba e Oleksij Mychajlyčenko, che militarono nell'URSS e nella CSI, contano una e due presenze con la nazionale ucraina, collezionate nella fase conclusiva della loro carriera.
Il primo allenatore dell'Ucraina avrebbe dovuto essere Valerij Lobanovs'kyj, che all'epoca era però sotto contratto con gli Emirati Arabi Uniti. Si stabilì che la scelta del CT della nazionale sarebbe ricaduta su un allenatore selezionato tra un comitato tecnico composto da Anatolij Puzač, tecnico della Dinamo Kiev, Jevhen Kučerevs'kyj, allenatore del Dnipro, Evgenij Lemeško, allenatore della Torpedo Zaporižžja, Yukhym Shkolnykov, alla guida del Bukovyna Černivci, e Viktor Prokopenko, allenatore del Čornomorec'. In seguito ai suddetti allenatori si aggiunse anche Valerij Jaremčenko, tecnico dello Šachtar. Alla fine la rosa dei nomi si ridusse a Puzach, Yaremnčenko e Prokopenko, il quale alla fine divenne il CT.
Nell'estate del 1992 la nazionale ucraina giocò due altre partite in trasferta, il 27 giugno contro gli Stati Uniti (0-0) e il 26 agosto ancora contro l'Ungheria (che vinse per 2-1). Dopo questa sconfitta, maturata a causa di due gol subiti negli ultimi dieci minuti di gioco, Prokopenko si dimise.
Per l'amichevole in programma nell'autunno 1992 a Minsk contro la Bielorussia il ruolo di CT passò a Mykola Pavlov e Leonid Tkačenko, i vice di Prokopenko. Allo Stadio Dinamo l'Ucraina riuscì a pareggiare con un gol di Jurij Maksymov.

#### L'Ucraina sulla scena internazionale
Nonostante l'abbandono di tanti ex-sovietici di origine ucraina, gli anni novanta furono un buon periodo per la scuola calcistica ucraina, specialmente molti prodotti delle giovanili della Dinamo Kiev, che produsse talenti del calibro di Serhij Rebrov, Oleksandr Šovkovs'kyj e, soprattutto, uno dei più incisivi attaccanti del periodo e una delle principali stelle calcistiche della storia del paese, Andrij Ševčenko, che ne diventò ben presto capitano e simbolo.
Nell'inverno del 1992 fu nominato allenatore dell'Ucraina l'ex stella della Dinamo Kiev Oleh Bazylevyč. Il 27 aprile 1993 il nuovo CT esordì con un pareggio in amichevole alla Prokopenko Arena di Odessa contro Israele: al gol israeliano rispose, a dieci minuti dalla fine, una rete di Serhij Konovalov. Il 18 maggio 1993, a Vilnius, l'Ucraina ottenne la prima vittoria battendo per 1-2 la Lituania con reti di Viktor Leonenko e Dmytro Mykhaylenko, che risposero al vantaggio lituano. Nell'estate seguente la squadra ucraina perse per 3-1 in casa della Croazia (gol ucraino di Andrij Husin). Nell'ottobre 1993 l'Ucraina tenne la sua prima tournée, disputando tre di partite negli Stati Uniti. Ad High Point, il 16 ottobre, batté per 2-1 gli Stati Uniti di fronte a 32 600 spettatori (doppietta di Viktor Leonenko); a San Diego, il 20 ottobre, perse per 1-2 contro il Messico di fronte a circa 54 000 spettatori; il 23 ottobre vinse nuovamente contro gli Stati Uniti, stavolta per 1-0 (gol di Serhij Popov) a Bethlehem di fronte a 8 000 spettatori.
Inserita nel gruppo 4 di qualificazione al campionato d'Europa 1996 dal sorteggio tenutosi il 22 gennaio 1994 a Manchester, l'Ucraina trovò nel raggruppamento l'Italia, prima nella classifica mondiale della FIFA del novembre 1993 e ai vertici del calcio mondiale, la quotata Croazia e Lituania, Slovenia ed Estonia. Nel marzo 1994 l'Ucraina fu sconfitta in amichevole (0-1) sul campo di Israele, poi batté la Bielorussia per 3-1. Le successive amichevoli in trasferta contro Emirati Arabi Uniti e Bulgaria, entrambe terminate 1-1, fecero da preludio all'esordio in competizioni ufficiali, avvenuto il 7 settembre 1994, nella prima giornata delle qualificazioni a Euro 1996. In questa occasione, allo Stadio della Repubblica di Kiev, l'Ucraina, di fronte a 25 000 spettatori, subì un'inattesa sconfitta per 0-2 contro la Lituania, a causa di due gol subiti a metà del secondo tempo, nell'arco di un paio di minuti. La successiva avversaria fu la Corea del Sud, che aveva esonerato il CT ucraino Anatolij Byšovec per affidarsi ai suoi assistenti Mykola Pavlov e Volodymyr Muntyan. Con i sudcoreani l'Ucraina giocò due partite amichevoli e le perse entrambe. Al ritorno in patria, il 20 settembre 1994, Bazylevyč fu pesantemente criticato dai vertici federali. Sul suo futuro si sarebbe deciso nella riunione del comitato esecutivo della federcalcio ucraina, ma Bazylevyč decise di dimettersi, accusando Bannikov di "mancanza di tatto". Il 24 settembre 1994 la panchina ucraina passò a József Szabó, ad interim fino alla fine dell'anno. L'esordio di Szabó non fu positivo, dato che il 12 ottobre l'Ucraina pareggiò per 0-0 a Kiev contro la Slovenia, ma il 13 novembre la squadra batté per 3-0 a Kiev l'Estonia, chiudendo l'anno solare al quarto posto della graduatoria del girone di qualificazione a Euro 1996. Il nuovo anno portò un nuovo CT: il 5 gennaio 1995 la federcalcio ucraina nominò allenatore della nazionale Anatolij Kon'kov, che esordì in gare ufficiali il 25 marzo, perdendo per 4-0 in casa della Croazia, prima di subire un'altra sconfitta, per 0-2, a Kiev contro l'Italia. Sotto la gestione Konkov l'Ucraina concluse al quarto posto il girone di qualificazione all'europeo, con un bilancio complessivo di 4 vittorie, un pareggio e 5 sconfitte. Fu, tuttavia, l'unica squadra del girone in grado di battere la Croazia (classificatasi prima per il vantaggio negli scontri diretti contro l'Italia), l'11 giugno 1995 a Kiev (1-0 con gol di Jurij Kalytvyncev).
Il 9 aprile 1996 Szabó tornò sulla panchina dell'Ucraina, dove sarebbe rimasto per tre anni. Sotto la sua gestione la nazionale affrontò, in un difficile girone di qualificazione al campionato del mondo 1998, la Germania campione d'Europa in carica, il Portogallo, reduce dall'eliminazione ai quarti di finale di Euro 1996, l'Irlanda del Nord, l'Armenia e l'Albania. Battendo l'Irlanda del Nord a Belfast (1-0) e il Portogallo a Kiev (2-1) e approfittando di un passo falso della Germania in casa contro i nordirlandesi (1-1), l'Ucraina salì in testa al girone dopo due giornate. Malgrado la sconfitta per 1-0 patita in Portogallo, riprese la testa del gruppo battendo per 1-0 l'Albania a Granada (in campo neutro per via dei disordini in corso nel paese schipetaro) e in casa l'Irlanda del Nord (2-1). Con tre punti di vantaggio sulla Germania e una partita in meno rispetto ai tedeschi, per gli ucraini la strada verso la qualificazione parve spianata. Fu in questo momento, però, che le cose iniziarono a complicarsi. Prima la sconfitta subita il 30 aprile 1997 a Brema contro i tedeschi (2-0) e poi il pareggio in casa (1-1) con l'Armenia del 7 maggio seguente frenarono il cammino degli ucraini, che il 7 giugno a Kiev non andarono oltre un pari senza reti contro la Mannschaft. Nel frattempo il Portogallo riuscì ad approfittare degli scontri diretti tra ucraini e tedeschi per inserirsi nella lotta per i vertici della classifica. L'Ucraina si risollevò battendo in casa (1-0) l'Albania ad agosto, prima di chiudere il girone con una vittoria per 0-2 contro l'Armenia a Erevan nell'ottobre 1997. Grazie a questi ultimi risultati concluse seconda e ottenne dunque un posto nei play-off di qualificazione al mondiale a scapito dei portoghesi. Agli spareggi fu, tuttavia, la Croazia a qualificarsi per Francia 1998, battendo gli ucraini in casa (2-0) all'andata e pareggiando in trasferta (1-1) al ritorno.
Arrivò poi un'altra delusione nelle qualificazioni al campionato d'Europa 2000. Dopo il secondo posto nel girone con Russia, Francia campione del mondo in carica, Islanda, Armenia e Andorra, la nazionale ucraina si qualificò al play-off contro la Slovenia. Il 13 novembre 1999 furono gli ucraini ad aprire le marcature a Lubiana (gol di Andrij Ševčenko), ma due gol sloveni ribaltarono il risultato (2-1). Un rigore di Sergej Rebrov fece passare in vantaggio gli ucraini anche nella sfida di ritorno, il 17 novembre a Kiev, ma un gol di Miran Pavlin a dodici minuti dalla fine valse agli sloveni la qualificazione.

### Anni 2000: il debutto mondiale
Dopo l'addio di Szabó alla panchina ucraina si accomoda una leggenda del calcio ucraino come Valerij Lobanovs'kyj. Pur avendo perso una sola partita su dieci, la squadra gialloblù chiuse al secondo posto il girone di qualificazione al campionato del mondo 2002, con quattro punti in meno rispetto alla Polonia capolista e davanti a Bielorussia, Norvegia, Galles, Armenia. I play-off furono fatali per l'Ucraina, nel novembre 2001 fu la Germania ad eliminare la nazionale ucraina agli spareggi (1-1 l'11 novembre a Kiev, 4-1 a il 14 novembre a Dortmund).
Con Leonid Burjak come nuovo ct l'Ucraina non riuscì a qualificarsi neanche per il campionato d'Europa 2004, piazzandosi terza in un girone di qualificazione che comprendeva la Spagna e gli inaspettati futuri campioni d'Europa della Grecia.

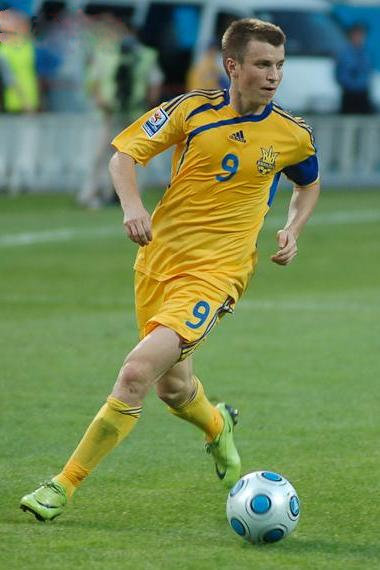
Ruslan Rotan, tra gli elementi chiave dell'Ucraina nelle qualificazioni a

Nel 2005 la squadra riuscì a qualificarsi per la prima volta nella sua storia ad un mondiale, guidata in campo dal capitano, leader e Pallone d'oro 2004 Andrij Ševčenko, che realizzò 6 dei 18 gol totali della squadra nelle eliminatorie e in panchina dall'ex attaccante e pallone d'oro Oleg Blochin. Gli ucraini furono presenti a Germania 2006 dopo essersi piazzati primi nel loro equilibrato girone di qualificazione, vincendo sette partite e perdendone solo una delle dodici totali e precedendo in classifica rappresentative più blasonate come la Grecia campione d'Europa in carica, la Turchia e la Danimarca.

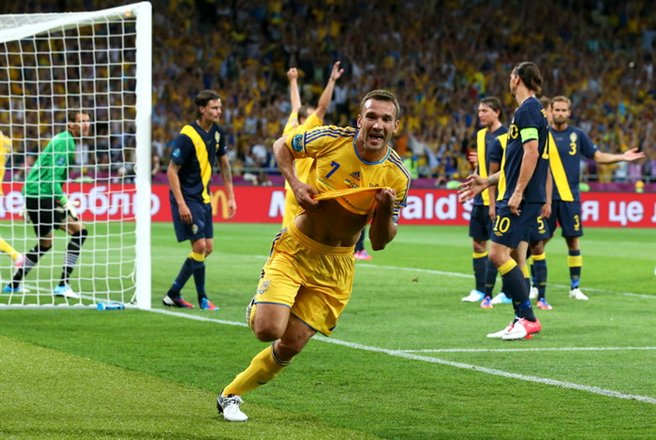
L'esultanza di Ševčenko dopo aver segnato il secondo gol contro la nella prima partita dell'europeo 2012

Il cammino dei gialloblù nella fase finale del mondiale tedesco fu positivo. Inseriti nel girone H con Spagna, Tunisia ed Arabia Saudita, persero per 4-0 la prima partita contro gli spagnoli, ma in virtù delle vittorie per 4-0 sugli arabi e per 1-0 sui tunisini si qualificarono per gli ottavi di finale. Battendo la Svizzera ai tiri di rigore per 3-0 (dopo lo 0-0 dei tempi supplementari) arrivarono ai quarti di finale, dove furono eliminati dall'Italia (poi campione del mondo), vittoriosa per 3-0.

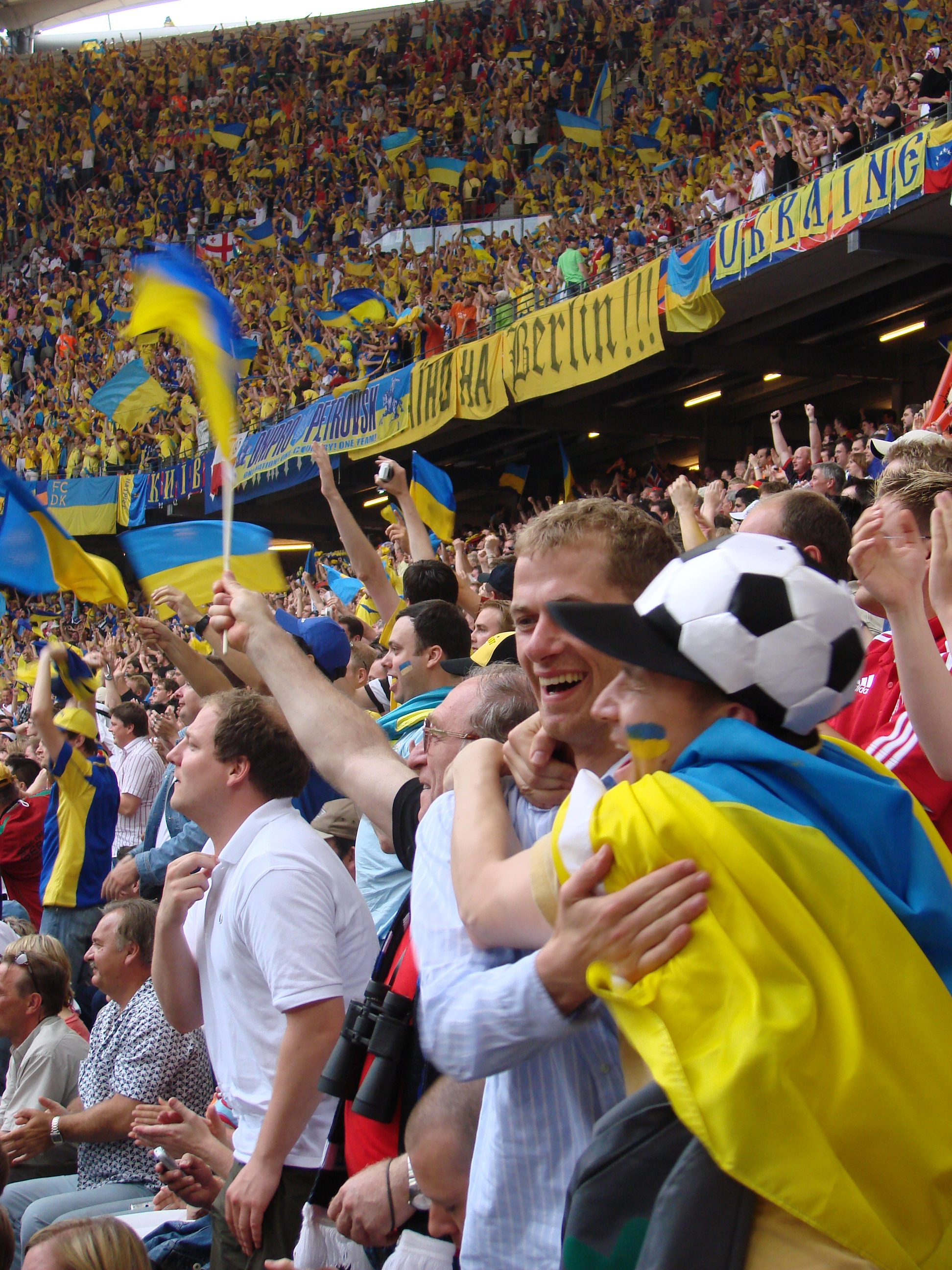
Tifosi ucraini durante Ucraina-, a

Gli ucraini non riuscirono a qualificarsi per la fase finale del campionato d'Europa 2008, piazzandosi quarti in un arduo girone di qualificazione comprendente Italia, Francia e Scozia.
L'Ucraina prese parte alle qualificazioni al mondiale del 2010, in programma in Sudafrica. Si piazzò seconda nel gruppo 6, alle spalle dell'Inghilterra e precedendo la forte Croazia, qualificandosi così per gli spareggi per l'accesso ai mondiali, dove trovarono la Grecia. Dopo il pareggio 0-0 in casa dei greci, gli ucraini furono battuti per 1-0 in casa, non riuscendo così a qualificarsi.

### Anni 2010: l'europeo casalingo
Nel 2011 torna in panchina l'ex CT Oleh Blochin, per il campionato europeo del 2012, la nazionale ucraina già qualificata in quanto paese ospitante insieme alla Polonia, si apprestò ad esordire per la prima volta in una fase finale di un campionato europeo con notevoli aspettative. Inserita nel gruppo D, nella prima partita batté per 2-1 la Svezia con una doppietta di Andrij Ševčenko, che rispose al vantaggio di Zlatan Ibrahimović. La partita con la Francia, interrotta dopo cinque minuti a causa di una pioggia torrenziale e ripresa dopo quindici minuti, si concluse con la vittoria dei francesi per 2-0. Nell'ultima partita, contro l'Inghilterra, l'Ucraina fornì una buona prova, ma un colpo di testa di Wayne Rooney al 48º minuto di gioco portò in vantaggio gli inglesi. L'Ucraina pervenne al pareggio con Marko Dević, nonostante il tentativo di salvataggio sulla linea di John Terry, ma l'arbitro Viktor Kassai non convalidò il gol e perciò l'Ucraina fu eliminata da Euro 2012.
Nelle eliminatorie del mondiale di Brasile 2014 l'Ucraina fu inserita nel gruppo H di qualificazione di Inghilterra, Montenegro, Polonia, San Marino e Moldavia. Riuscì ad aggiudicarsi l'accesso ai play-off piazzandosi seconda con 21 punti in classifica, dietro gli inglesi. Ai play-off contro la Francia, nonostante la vittoria per 2-0 nella partita di andata a Kiev, l'Ucraina fu eliminata a causa del 3-0 subito nella partita ritorno in terra francese.
Come nelle qualificazioni al mondiale di due anni prima, anche per Euro 2016 (esteso a 24 squadre) l'Ucraina ottenne un posto nei play-off, piazzandosi questa volta terza nel girone dietro Spagna e Slovacchia e lasciandosi alle spalle Bielorussia, Lussemburgo e Macedonia. Agli spareggi gli ucraini batterono la Slovenia per 2-0 nella partita di andata e pareggiarono per 1-1 in quella di ritorno, accedendo così alla fase finale. In Francia, l'Ucraina fu inserita nel girone C con Germania, Polonia e Irlanda del Nord. L'esito della competizione fu negativo: dopo aver perso le prime due partite con Germania ed Irlanda del Nord per 2-0, i gialloblù furono aritmeticamente eliminati dal torneo con un turno di anticipo, divenendo la prima squadra della competizione ad essere sicura dell'eliminazione al primo turno. Persero anche l'ultima partita del girone contro la Polonia per 1-0, chiudendo il torneo senza reti all'attivo e con cinque subite.
Al CT Fomenko subentrò, nel luglio 2016, un simbolo del calcio ucraino, Andrij Ševčenko. Per le qualificazioni UEFA al campionato del mondo di Russia 2018, gli ucraini furono inseriti nel gruppo I, dove i principali avversari erano l'emergente Islanda, la Croazia e la Turchia. Dopo un inizio stentato, la nazionale ucraina si riprese e si ritrovò seconda in classifica alla vigilia della terzultima gara, ma compromise la qualificazione con la sconfitta in Islanda e soprattutto con la sconfitta interna per 0-2 con la Croazia nell'ultima partita. Fu eliminata chiudendo al terzo posto in classifica, dietro all'Islanda e alla stessa Croazia.
Nel gruppo 1 della Lega B della UEFA Nations League 2018-2019 l'Ucraina ottenne tre vittorie nelle prime tre partite, contro Rep. Ceca e Slovacchia, guadagnando così l'aritmetica promozione in Lega A nell'ottobre 2018, con un turno di anticipo. Ininfluente fu la sconfitta subita in casa della Slovacchia all'ultimo turno: l'Ucraina chiuse al primo posto il girone, con 5 gol fatti e 5 subiti.
Inserita in un raggruppamento comprendente Portogallo, Serbia, Irlanda del Nord e Bielorussia e Lussemburgo, la squadra di Ševčenko centrò poi la qualificazione al campionato d'Europa 2020 vincendo il girone con un turno di anticipo, grazie al successo in casa per 2-1 contro i portoghesi, e risultando la quinta nazionale a ottenere un posto nella fase finale del torneo.

### Anni 2020: i quarti all'europeo 2020
Nella fase finale del campionato europeo del 2020, tenutasi nel 2021 a causa del posticipo dovuto alla pandemia di COVID-19, la nazionale ucraina fu inserita nel gruppo C insieme a Macedonia del Nord, Austria e Paesi Bassi. Persa per 3-2 la gara d'esordio contro gli olandesi, gli ucraini vinsero per 2-1 contro i macedoni e furono sconfitti per 1-0 dagli austriaci. I tre punti ottenuti furono sufficienti per il passaggio del turno, dato che l'Ucraina risultò quarta nella graduatoria delle sei nazionali terze in classifica nei rispettivi gironi: in questo modo la nazionale gialloblù superò per la prima volta la fase a gironi degli europei. Agli ottavi di finale eliminò la Svezia, battuta per 2-1 al 121 minuto dei tempi supplementari, accedendo per la prima volta anche ai quarti di finale. L'eliminazione giunse per mano dell'Inghilterra vittoriosa per 4-0, che sarà anche l'ultima partita come CT di Shevchenko.
Decisamente negativo fu il percorso nella UEFA Nations League 2020-2021: sorteggiata nel gruppo 4 della Lega A insieme a Spagna, Svizzera e Germania, l'Ucraina vinse due partite su sei, concludendo il girone all'ultimo posto e retrocedendo così in Lega B. Nella UEFA Nations League 2022-2023 la squadra ottenne 3 vittorie in 6 partite, piazzandosi seconda, alle spalle della Scozia nel girone di Lega B.
Nelle qualificazioni  al campionato del mondo 2022 l'Ucraina si piazzò seconda e imbattuta nel girone vinto dalla Francia, scavalcando all'ultima giornata la Finlandia e qualificandosi ai play-off. Qui eliminò in semifinale la Scozia (3-1), ma cadde in finale contro il Galles (1-0).
Non sfuggi all'Ucraina la qualificazione al campionato d'Europa 2024: la squadra concluse al terzo posto il girone di qualificazione, alle spalle dell'Inghilterra capolista e a pari punti con l'Italia campione d'Europa in carica, avvantaggiata dagli scontri diretti rispetto ai gialloblù, costretti agli spareggi. La nazionale ucraina centrò l'accesso alla fase finale della rassegna continentale battendo in semifinale la Bosnia ed Erzegovina e in finale l'Islanda. Nella fase finale del torneo, dopo la sconfitta per 3-0 contro la Romania, l'Ucraina si impose per 2-1 contro la Slovacchia, ma il pareggio senza reti nella partita contro il Belgio determinò l'eliminazione dei gialloblù dal torneo, a causa dell'ultimo posto nella classifica del raggruppamento per una peggiore differenza reti, con tutte le squadre a quota 4 punti.

## Colori e simboli

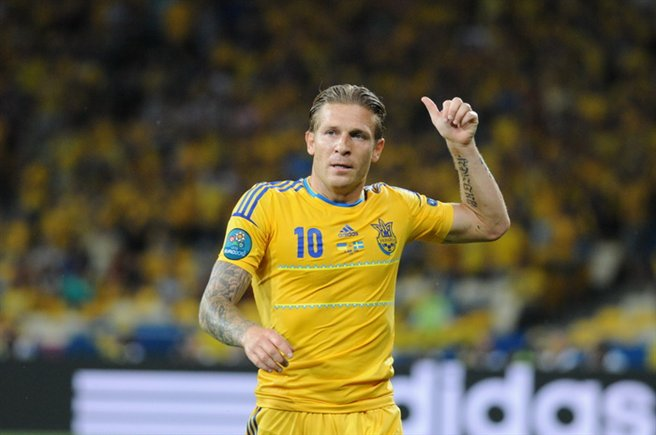
Andrij Voronin con la divisa casalinga dell'europeo del 2012.

| Periodo   | Fornitore |
| --------- | --------- |
| 1992-1996 | Umbro     |
| 1997-2002 | Puma      |
| 2002-2008 | Lotto     |
| 2009-2016 | Adidas    |
| 2017-2024 | Joma      |
| 2024-oggi | Adidas    |

### Divise storiche[5]
| 1992-1994 | 1994–95   | 1997-1999                | 2000–2002 | 2005—2006    | 2006-2008 (Mondiale 2006) | 2008      |      |                                         |
| 2009      | 2010—2011 | 2011-2014 (Europeo 2012) | 2014—2015 | Europeo 2016 | 2017—2018                 | 2018—2019 | 2020 | 2021-2022 (Europeo 2020 & Europeo 2024) |

## Partecipazioni ai tornei internazionali
Fino al 1991 l'Ucraina non aveva una propria nazionale in quanto lo Stato ucraino era inglobato nell'Unione Sovietica. Esisteva, quindi, un'unica nazionale che rappresentava tutta l'Unione Sovietica. Dopo la dissoluzione dell'Unione Sovietica venne creata la Comunità degli Stati Indipendenti che rappresentava l'omonima confederazione di cui l'Ucraina adesso non fa più parte. Tale nazionale, però, partecipò solo al Campionato europeo di calcio 1992, dopodiché ogni nazione che aderiva alla CSI creò la propria nazionale.

Legenda: Grassetto: Risultato migliore, Corsivo: Mancate partecipazioni

## Statistiche dettagliate sui tornei internazionali

### Mondiali
| Anno | Luogo                    | Piazzamento      | V | N | P | Gol |
| ---- | ------------------------ | ---------------- | - | - | - | --- |
| 1994 | Stati Uniti              | Non partecipante | - | - | - | -   |
| 1998 | Francia                  | Non qualificata  | - | - | - | -   |
| 2002 | Corea del Sud / Giappone | Non qualificata  | - | - | - | -   |
| 2006 | Germania                 | Quarti di finale | 2 | 1 | 2 | 5:7 |
| 2010 | Sudafrica                | Non qualificata  | - | - | - | -   |
| 2014 | Brasile                  | Non qualificata  | - | - | - | -   |
| 2018 | Russia                   | Non qualificata  | - | - | - | -   |
| 2022 | Qatar                    | Non qualificata  | - | - | - | -   |

### Europei
| Anno | Luogo                | Piazzamento      | V | N | P | Gol  |
| ---- | -------------------- | ---------------- | - | - | - | ---- |
| 1996 | Inghilterra          | Non qualificata  | - | - | - | -    |
| 2000 | Belgio / Paesi Bassi | Non qualificata  | - | - | - | -    |
| 2004 | Portogallo           | Non qualificata  | - | - | - | -    |
| 2008 | Austria / Svizzera   | Non qualificata  | - | - | - | -    |
| 2012 | Polonia / Ucraina    | Primo turno      | 1 | 0 | 2 | 2:4  |
| 2016 | Francia              | Primo turno      | 0 | 0 | 3 | 0:5  |
| 2020 | Europa               | Quarti di finale | 2 | 0 | 3 | 6:10 |
| 2024 | Germania             | Primo turno      | 1 | 1 | 1 | 2:4  |

### Confederations Cup
| Anno | Luogo                    | Piazzamento     | V | N | P | Gol |
| ---- | ------------------------ | --------------- | - | - | - | --- |
| 1995 | Arabia Saudita           | Non invitata    | - | - | - | -   |
| 1997 | Arabia Saudita           | Non invitata    | - | - | - | -   |
| 1999 | Messico                  | Non qualificata | - | - | - | -   |
| 2001 | Corea del Sud / Giappone | Non qualificata | - | - | - | -   |
| 2003 | Francia                  | Non qualificata | - | - | - | -   |
| 2005 | Germania                 | Non qualificata | - | - | - | -   |
| 2009 | Sudafrica                | Non qualificata | - | - | - | -   |
| 2013 | Brasile                  | Non qualificata | - | - | - | -   |
| 2017 | Russia                   | Non qualificata | - | - | - | -   |

### Nations League
| Anno      | Luogo       | Piazzamento   | V | N | P | Gol  |
| --------- | ----------- | ------------- | - | - | - | ---- |
| 2018-2019 | Portogallo  | 2° in Lega B  | 3 | 0 | 1 | 5:5  |
| 2020-2021 | Italia      | 13° in Lega A | 2 | 0 | 4 | 5:13 |
| 2022-2023 | Paesi Bassi | 6° in Lega B  | 3 | 2 | 1 | 10:4 |

## Tutte le rose

### Mondiali
Coppa del Mondo FIFA 20061 Šovkovs'kyj, 2 Nesmačnyj, 3 Jacenko, 4 Tymoščuk, 5 Jezers'kyj, 6 Rusol, 7 Ševčenko, 8 Šelajev, 9 Husjev, 10 Voronin, 11 Rebrov, 12 Pjatov, 13 Čyhryns'kyj, 14 Husin, 15 Mileŭski, 16 Vorobej, 17 Vaščuk, 18 Nazarenko, 19 Kalynyčenko, 20 Bjelik, 21 Rotan', 22 Sviders'kyj, 23 Šust, CT: Blochin

### Europei
Campionato d'Europa UEFA 20121 Koval', 2 Selin, 3 Chačeridi, 4 Tymoščuk, 5 Kučer, 6 Harmaš, 7 Ševčenko, 8 Alijev, 9 Husjev, 10 Voronin, 11 Jarmolenko, 12 Pjatov, 13 Ševčuk, 14 Rotan', 15 Mileŭski, 16 Selezn'ov, 17 Mychalyk, 18 Nazarenko, 19 Konopljanka, 20 Rakyc'kyj, 21 Butko, 22 Dević, 23 Horjaïnov, CT: Blochin
Campionato d'Europa UEFA 20161 Bojko, 2 Butko, 3 Chačeridi, 4 Tymoščuk, 5 Kučer, 6 Stepanenko, 7 Jarmolenko, 8 Zozulja, 9 Kovalenko, 10 Konopljanka, 11 Selezn'ov, 12 Pjatov, 13 Ševčuk, 14 Rotan', 15 Budkivs'kyj, 16 Sydorčuk, 17 Fedec'kyj, 18 Rybalka, 19 Harmaš, 20 Rakyc'kyj, 21 Zinčenko, 22 Karavajev, 23 Ševčenko, CT: Fomenko
Campionato d'Europa UEFA 20201 Buščan, 2 Sobol', 3 Sudakov, 4 Kryvcov, 5 Sydorčuk, 6 Stepanenko, 7 Jarmolenko, 8 Malinovs'kyj, 9 Jaremčuk, 10 Šaparenko, 11 Marlos, 12 Pjatov, 13 Zabarnyj, 14 Makarenko, 15 Cyhankov, 16 Mykolenko, 17 Zinčenko, 18 Bezus, 19 Bjesjedin, 20 Zubkov, 21 Karavajev, 22 Matvijenko, 23 Trubin, 24 Tymčyk, 25 Popov, 26 Dovbyk, CT: Ševčenko
Campionato d'Europa UEFA 20241 Buščan, 2 Konoplja, 3 Svatok, 4 Talovjerov, 5 Sydorčuk, 6 Stepanenko, 7 Jarmolenko, 8 Malinovs'kyj, 9 Jaremčuk, 10 Mudryk, 11 Dovbyk, 12 Trubin, 13 Zabarnyj, 14 Sudakov, 15 Cyhankov, 16 Mykolenko, 17 Zinčenko, 18 Bražko, 19 Šaparenko, 20 Zubkov, 21 Bondar, 22 Matvijenko, 23 Lunin, 24 Tymčyk, 25 Vanat, 26 Mychajličenko, CT: Rebrov

## Rosa attuale
Lista dei giocatori convocati per le gare amichevoli del 7 e 10 giugno 2025.
Presenze e reti aggiornate al momento delle convocazioni.
|  | P | Anatolij Trubin       | 1º agosto 2001    | 19 | -22 | Benfica          |  |  |
|  | P | Andrij Lunin          | 11 febbraio 1999  | 15 | -15 | Real Madrid      |  |  |
|  | P | Dmytro Riznyk         | 30 gennaio 1999   | 2  | -1  | Šachtar          |  |  |
|  |   |                       |                   |    |     |                  |  |  |
|  | D | Mykola Matvijenko     | 2 maggio 1996     | 76 | 0   | Šachtar          |  |  |
|  | D | Illja Zabarnyj        | 1º settembre 2002 | 47 | 2   | Bournemouth      |  |  |
|  | D | Oleksandr Tymchyk     | 20 gennaio 1997   | 22 | 1   | Dinamo Kiev      |  |  |
|  | D | Bohdan Mychajličenko  | 21 marzo 1997     | 9  | 0   | Polіssja Žytomyr |  |  |
|  | D | Maksym Talovjerov     | 28 giugno 2000    | 7  | 0   | Plymouth         |  |  |
|  | D | Valerij Bondar        | 27 febbraio 1999  | 4  | 0   | Šachtar          |  |  |
|  | D | Yevhen Cheberko       | 23 gennaio 1998   | 1  | 0   | Columbus Crew    |  |  |
|  | D | Vladyslav Dubinchak   | 1º luglio 1998    | 0  | 0   | Dinamo Kiev      |  |  |
|  | D | Oleksandr Martynyuk   | 25 gennaio 2001   | 0  | 0   | Oleksandrija     |  |  |
|  |   |                       |                   |    |     |                  |  |  |
|  | C | Oleksandr Zinchenko   | 15 dicembre 1996  | 71 | 10  | Arsenal          |  |  |
|  | C | Viktor Tsyhankov      | 15 novembre 1997  | 59 | 13  | Girona           |  |  |
|  | C | Mykola Šaparenko      | 4 ottobre 1998    | 41 | 2   | Dinamo Kiev      |  |  |
|  | C | Oleksandr Zubkov      | 3 agosto 1996     | 37 | 2   | Trabzonspor      |  |  |
|  | C | Heorhij Sudakov       | 1º settembre 2002 | 28 | 3   | Šachtar          |  |  |
|  | C | Oleksandr Pikhalyonok | 7 maggio 1997     | 10 | 0   | Dinamo Kiev      |  |  |
|  | C | Oleksiy Hutsulyak     | 25 dicembre 1997  | 7  | 1   | Polіssja Žytomyr |  |  |
|  | C | Ivan Kaljužnyj        | 21 gennaio 1998   | 6  | 0   | Oleksandrija     |  |  |
|  | C | Oleksandr Nazarenko   | 1º febbraio 2000  | 3  | 0   | Polіssja Žytomyr |  |  |
|  | C | Yehor Nazaryna        | 10 luglio 1997    | 3  | 0   | Šachtar          |  |  |
|  | C | Yehor Yarmolyuk       | 1º marzo 2004     | 2  | 0   | Brentford        |  |  |
|  | C | Vladyslav Kabayev     | 1º settembre 1995 | 1  | 0   | Dinamo Kiev      |  |  |
|  | C | Artem Bondarenko      | 21 agosto 2000    | 0  | 0   | Šachtar          |  |  |
|  | C | Mykola Mykhaylenko    | 22 maggio 2001    | 0  | 0   | Dinamo Kiev      |  |  |
|  |   |                       |                   |    |     |                  |  |  |
|  | A | Roman Jaremčuk        | 27 novembre 1995  | 61 | 17  | Olympiacos       |  |  |

## Record individuali
Record aggiornati al 7 giugno 2025.
- I giocatori in grassetto sono ancora in attività in nazionale

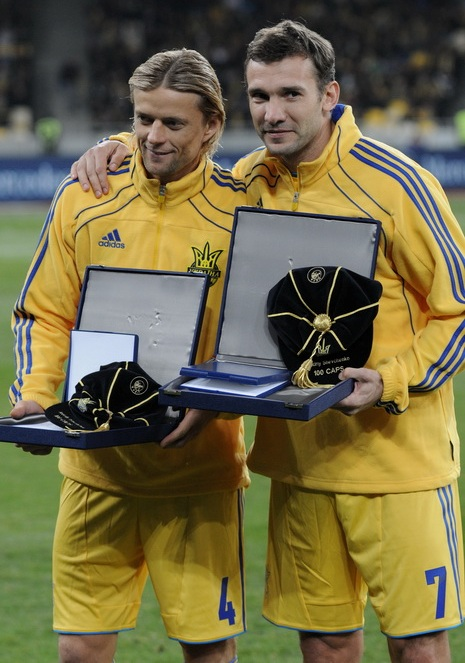
Anatolij Tymoščuk e Andrij Ševčenko detentori rispettivamente del record di presenze e reti con la maglia della nazionale ucraina.

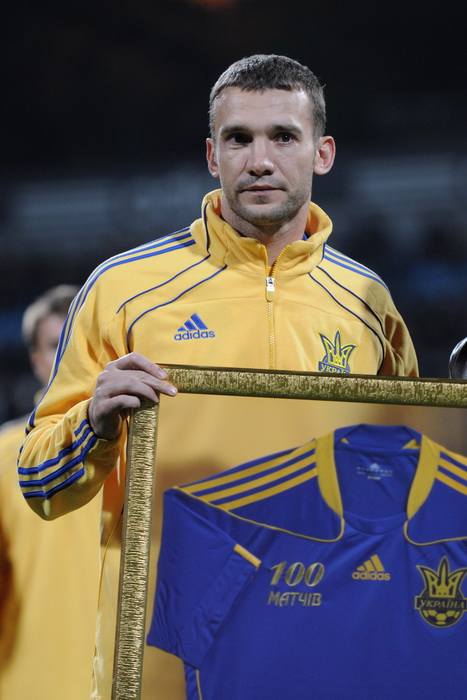
Andrij Ševčenko celebra la 100ª partita per l'Ucraina nel 2010

### Presenze
| Pos. | Giocatore             | Presenze | Goal | Periodo   |
| ---- | --------------------- | -------- | ---- | --------- |
| 1    | Anatolij Tymoščuk     | 144      | 4    | 2000-2016 |
| 2    | Andrij Jarmolenko     | 125      | 46   | 2009-     |
| 3    | Andrij Ševčenko       | 111      | 48   | 1995-2012 |
| 4    | Andriy Pyatov         | 102      | 0    | 2006-2022 |
| 5    | Ruslan Rotan          | 100      | 8    | 2003-2018 |
| 6    | Oleh Husjev           | 98       | 13   | 2003-2016 |
| 7    | Oleksandr Shovkovskyi | 92       | 0    | 1994-2012 |
| 8    | Jevhen Konopljanka    | 87       | 21   | 2010-2024 |
| 8    | Taras Stepanenko      | 87       | 4    | 2010-     |
| 10   | Mykola Matvijenko     | 77       | 0    | 2017-     |

### Reti
| Pos. | Giocatore          | Reti | Presenze | Periodo   |
| ---- | ------------------ | ---- | -------- | --------- |
| 1    | Andrij Ševčenko    | 48   | 111      | 1995-2012 |
| 2    | Andrij Jarmolenko  | 46   | 125      | 2009-     |
| 3    | Jevhen Konopljanka | 21   | 87       | 2010-2024 |
| 4    | Roman Yaremchuk    | 17   | 62       | 2018-     |
| 5    | Serhij Rebrov      | 15   | 75       | 1992-2006 |
| 6    | Oleh Husjev        | 13   | 98       | 2003-2016 |
| 6    | Viktor Cyhankov    | 13   | 60       | 2016-     |
| 8    | Serhiy Nazarenko   | 12   | 56       | 2003-2012 |
| 9    | Yevhen Seleznyov   | 11   | 57       | 2008-2018 |
| 9    | Artem Dovbyk       | 11   | 36       | 2021-     |
| 9    | Oleksandr Zinčenko | 11   | 72       | 2015-     |

### Capitani
| #  | Nome                  | Anni        | Capitano (Pres. totali) |
| -- | --------------------- | ----------- | ----------------------- |
| 1  | Andrij Ševčenko       | 1995 - 2012 | 58 (111)                |
| 2  | Anatolij Tymoščuk     | 2000 - 2016 | 41 (144)                |
| 3  | Oleh Lužnyj           | 1992 - 2002 | 39 (52)                 |
| 4  | Ruslan Rotan'         | 2003 - 2018 | 23 (100)                |
| 5  | Andrij Pjatov         | 2007 - 2022 | 23 (101)                |
| 6  | Andrij Jarmolenko     | 2009 -      | 19 (108)                |
| 7  | Jurij Kalitvincev     | 1995 - 1999 | 13 (22)                 |
| 7  | Oleksandr Holovko     | 1995 - 2004 | 13 (58)                 |
| 9  | Oleksandr Shovkovskyi | 1994 - 2012 | 12 (92)                 |
| 10 | Oleksandr Kucher      | 2006 - 2017 | 7 (56)                  |
| 10 | Jevhen Konopljanka    | 2010 -      | 5 (86)                  |
| 10 | Oleksandr Zinčenko    | 2015 -      | 5 (54)                  |

## Commissari tecnici
Dati aggiornati al 21 giugno 2021.
| Manager                         | Carriera con l'Ucraina | Partite | Vittorie | Pareggi | Sconfitte | Goal fatti | Goal subiti | Vittorie % |
| ------------------------------- | ---------------------- | ------- | -------- | ------- | --------- | ---------- | ----------- | ---------- |
| Viktor Prokopenko               | 1992                   | 3       | 0        | 1       | 2         | 2          | 5           | 0          |
| Mykola Pavlov (ad interim)      | 1992                   | 1       | 0        | 1       | 0         | 1          | 1           | 0          |
| Oleh Bazylevych                 | 1993-1994              | 11      | 4        | 3       | 4         | 13         | 14          | 36.36      |
| Mykola Pavlov (ad interim)      | 1994                   | 2       | 0        | 0       | 2         | 0          | 3           | 0          |
| Yozhef Sabo                     | 1994                   | 2       | 1        | 1       | 0         | 3          | 0           | 50         |
| Anatoliy Konkov                 | 1995                   | 7       | 3        | 0       | 4         | 8          | 13          | 42.86      |
| Yozhef Sabo                     | 1996-1999              | 32      | 15       | 11      | 6         | 26         | 41          | 46.88      |
| Valeriy Lobanovskyi             | 2000-2001              | 18      | 6        | 7       | 5         | 20         | 20          | 33.33      |
| Leonid Buryak                   | 2002-2003              | 19      | 5        | 6       | 8         | 18         | 23          | 26.32      |
| Oleh Blochin                    | 2003-2007              | 46      | 21       | 14      | 11        | 78         | 26          | 45.65      |
| Oleksiy Mykhaylychenko          | 2008-2009              | 21      | 12       | 5       | 4         | 31         | 16          | 57.14      |
| Myron Markevych                 | 2010                   | 4       | 3        | 1       | 0         | 9          | 3           | 75         |
| Yuriy Kalytvyntsev (ad interim) | 2010-2011              | 8       | 1        | 5       | 2         | 10         | 13          | 12.5       |
| Oleh Blochin                    | 2011-2012              | 18      | 7        | 3       | 8         | 27         | 28          | 38.89      |
| Andriy Bal (ad interim)         | 2012                   | 2       | 0        | 1       | 1         | 0          | 1           | 50         |
| Oleksandr Zavarov (ad interim)  | 2012                   | 1       | 1        | 0       | 0         | 1          | 0           | 100        |
| Mykhaylo Fomenko                | 2012-2016              | 37      | 24       | 6       | 7         | 67         | 22          | 64.86      |
| Andrij Ševčenko                 | 2016-2021              | 50      | 24       | 13      | 13        | 69         | 57          | 48         |
| Oleksandr Petrakov              | 2021-2022              | 15      | 6        | 7       | 2         | 23         | 13          | 40         |
| Ruslan Rotan' (ad interim)      | 2023                   | 1       | 0        | 0       | 1         | 0          | 2           | 0          |
| Serhij Rebrov                   | 2023-in corso          | 0       | 0        | 0       | 0         | 0          | 0           |            |

### Staff tecnico
Staff aggiornato al 1 luglio 2024.
- Sergiy Rebrov - Allenatore
- Vicente Gómez - Vice Allenatore
- Alberto Bosch - Vice Allenatore
- Gleb Platov - Match Analyst
- Rustam Chudžamov - Preparatore Portieri
- Javier Luruena Lobo - Preparatore Atletico

## Confronti con le altre nazionali
Dati aggiornati al 26 giugno 2024.
| Avversario           | Giocate | Vinte | Pareggiate | Perse | Reti fatte | Reti subite | Differenza reti |
| -------------------- | ------- | ----- | ---------- | ----- | ---------- | ----------- | --------------- |
| Albania              | 6       | 5     | 1          | 0     | 13         | 4           | +9              |
| Andorra              | 4       | 4     | 0          | 0     | 17         | 0           | +17             |
| Arabia Saudita       | 2       | 1     | 1          | 0     | 5          | 1           | +4              |
| Armenia              | 10      | 7     | 3          | 0     | 25         | 8           | +17             |
| Austria              | 3       | 1     | 0          | 2     | 4          | 5           | -1              |
| Azerbaigian          | 2       | 1     | 1          | 0     | 6          | 0           | +6              |
| Bahrein              | 1       | 0     | 1          | 0     | 1          | 1           | 0               |
| Belgio               | 1       | 0     | 1          | 0     | 0          | 0           | 0               |
| Bielorussia          | 9       | 5     | 3          | 1     | 12         | 5           | +7              |
| Bosnia ed Erzegovina | 3       | 2     | 1          | 0     | 5          | 2           | +3              |
| Brasile              | 1       | 0     | 0          | 1     | 0          | 2           | -2              |
| Bulgaria             | 6       | 3     | 3          | 0     | 8          | 3           | +5              |
| Camerun              | 1       | 0     | 1          | 0     | 0          | 0           | 0               |
| Canada               | 1       | 0     | 1          | 0     | 2          | 2           | 0               |
| Cile                 | 1       | 1     | 0          | 0     | 2          | 1           | +1              |
| Cipro                | 4       | 2     | 1          | 1     | 9          | 5           | +4              |
| Corea del Sud        | 2       | 0     | 0          | 2     | 0          | 3           | -3              |
| Costa Rica           | 1       | 1     | 0          | 0     | 4          | 0           | +4              |
| Croazia              | 9       | 1     | 3          | 5     | 5          | 15          | -10             |
| Rep. Ceca            | 5       | 2     | 2          | 1     | 4          | 6           | -2              |
| Danimarca            | 3       | 1     | 1          | 1     | 2          | 2           | 0               |
| Emirati Arabi Uniti  | 1       | 0     | 1          | 0     | 1          | 1           | 0               |
| Estonia              | 5       | 5     | 0          | 0     | 11         | 0           | +11             |
| Finlandia            | 3       | 2     | 1          | 0     | 4          | 2           | +2              |
| Francia              | 11      | 1     | 4          | 6     | 7          | 22          | -15             |
| Fær Øer              | 2       | 2     | 0          | 0     | 7          | 0           | +7              |
| Galles               | 4       | 1     | 2          | 1     | 3          | 3           | 0               |
| Georgia              | 9       | 6     | 3          | 0     | 16         | 6           | +10             |
| Germania             | 10      | 0     | 5          | 5     | 10         | 20          | -10             |
| Giappone             | 3       | 2     | 0          | 1     | 3          | 2           | +1              |
| Grecia               | 6       | 2     | 2          | 2     | 4          | 3           | +1              |
| Inghilterra          | 10      | 1     | 3          | 6     | 4          | 16          | -12             |
| Iran                 | 1       | 0     | 0          | 1     | 0          | 1           | -1              |
| Irlanda              | 2       | 1     | 1          | 0     | 2          | 1           | +1              |
| Irlanda del Nord     | 6       | 3     | 2          | 1     | 4          | 3           | +1              |
| Islanda              | 5       | 2     | 2          | 1     | 5          | 5           | +1              |
| Israele              | 6       | 2     | 3          | 1     | 7          | 5           | +2              |
| Italia               | 10      | 0     | 3          | 7     | 4          | 17          | -13             |
| Kazakistan           | 6       | 4     | 2          | 0     | 12         | 6           | +6              |
| Kosovo               | 2       | 2     | 0          | 0     | 5          | 0           | +5              |
| Lettonia             | 3       | 2     | 1          | 0     | 3          | 1           | +2              |
| Lituania             | 10      | 7     | 1          | 2     | 20         | 8           | +12             |
| Libia                | 2       | 1     | 1          | 0     | 4          | 1           | +3              |
| Lussemburgo          | 5       | 5     | 0          | 0     | 12         | 1           | +11             |
| Macedonia del Nord   | 7       | 5     | 1          | 1     | 10         | 4           | +6              |
| Malta                | 3       | 2     | 0          | 1     | 4          | 2           | +2              |
| Marocco              | 1       | 0     | 1          | 0     | 0          | 0           | 0               |
| Messico              | 1       | 0     | 0          | 1     | 1          | 2           | -1              |
| Moldavia             | 6       | 4     | 2          | 0     | 10         | 3           | +7              |
| Montenegro           | 2       | 1     | 0          | 1     | 4          | 1           | +3              |
| Niger                | 1       | 1     | 0          | 0     | 2          | 1           | +1              |
| Nigeria              | 1       | 0     | 1          | 0     | 2          | 2           | 0               |
| Paesi Bassi          | 3       | 0     | 1          | 2     | 3          | 7           | -4              |
| Irlanda del Nord     | 5       | 2     | 2          | 1     | 3          | 3           | 0               |
| Norvegia             | 5       | 4     | 1          | 0     | 5          | 0           | +5              |
| Polonia              | 10      | 3     | 2          | 5     | 10         | 14          | -4              |
| Portogallo           | 4       | 2     | 1          | 1     | 4          | 3           | +1              |
| Romania              | 7       | 2     | 1          | 4     | 10         | 17          | -7              |
| Russia               | 2       | 1     | 1          | 0     | 4          | 3           | +1              |
| San Marino           | 2       | 2     | 0          | 0     | 17         | 0           | +17             |
| Scozia               | 5       | 2     | 1          | 2     | 6          | 7           | -1              |
| Serbia               | 6       | 5     | 1          | 0     | 14         | 3           | +11             |
| Slovacchia           | 9       | 4     | 3          | 2     | 11         | 11          | 0               |
| Slovenia             | 6       | 1     | 3          | 2     | 7          | 7           | 0               |
| Spagna               | 7       | 1     | 1          | 5     | 4          | 14          | -10             |
| Stati Uniti          | 4       | 3     | 1          | 0     | 5          | 1           | +4              |
| Svezia               | 5       | 3     | 1          | 1     | 6          | 4           | +2              |
| Svizzera             | 4       | 1     | 2          | 1     | 4          | 6           | -2              |
| Tunisia              | 1       | 1     | 0          | 0     | 1          | 0           | +1              |
| Turchia              | 9       | 2     | 3          | 4     | 9          | 11          | -2              |
| Ungheria             | 2       | 0     | 0          | 2     | 2          | 5           | -3              |
| Uruguay              | 1       | 0     | 0          | 1     | 2          | 3           | -1              |
| Uzbekistan           | 2       | 2     | 0          | 0     | 4          | 1           | +3              |
| Total                | 317     | 142   | 90         | 85    | 436        | 324         | +112            |